# Villa impériale Shugakuin

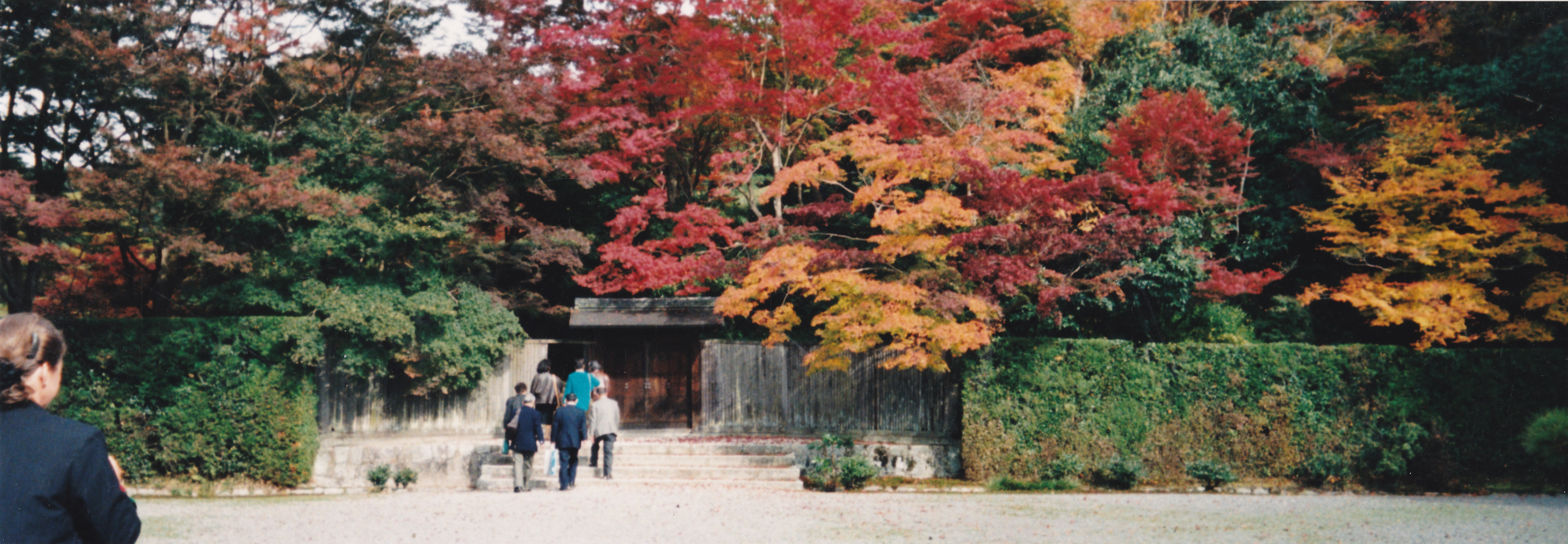
Devant la porte du jardin supérieur.

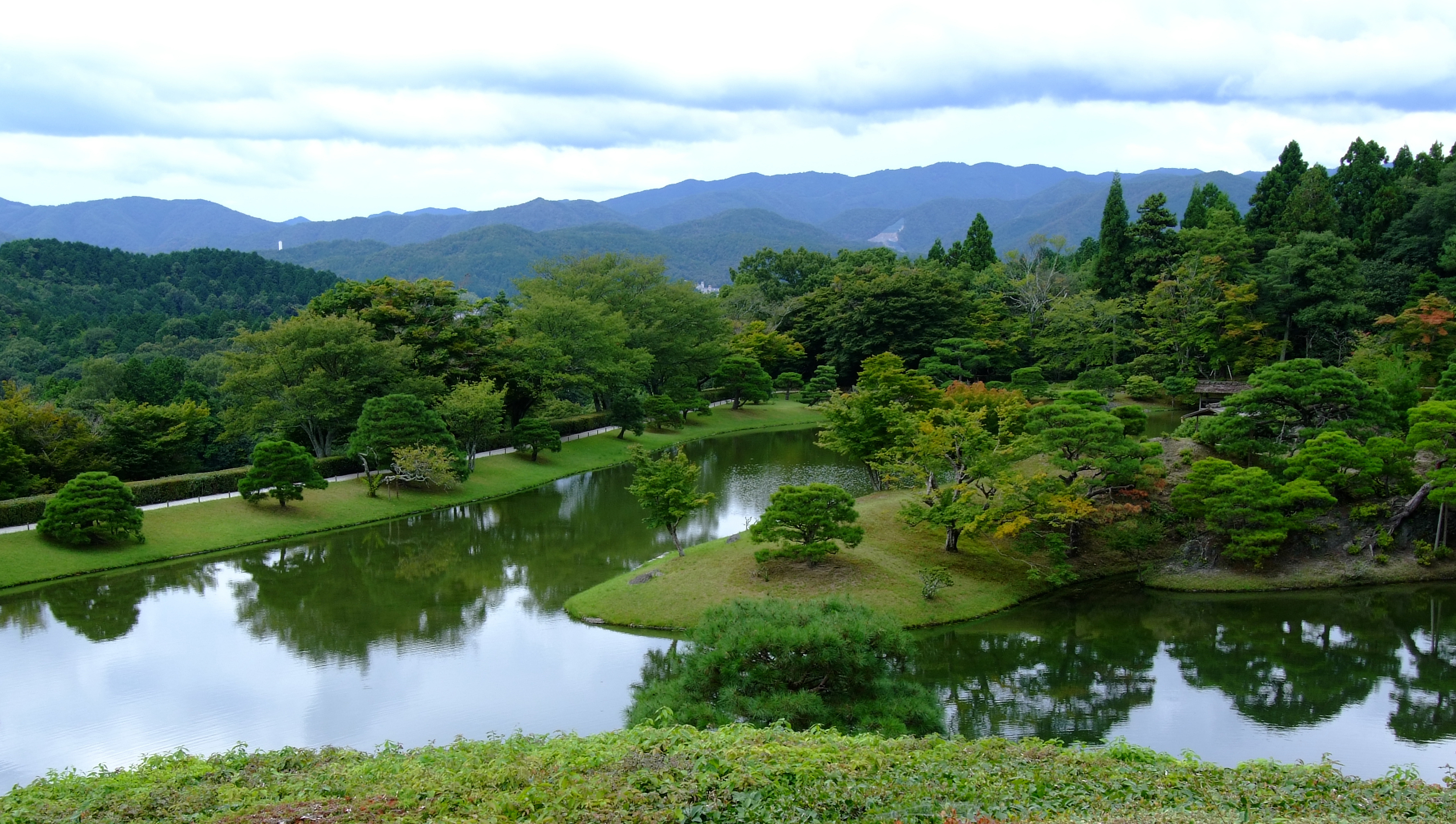
Jardin supérieur, vue sur l'étang.

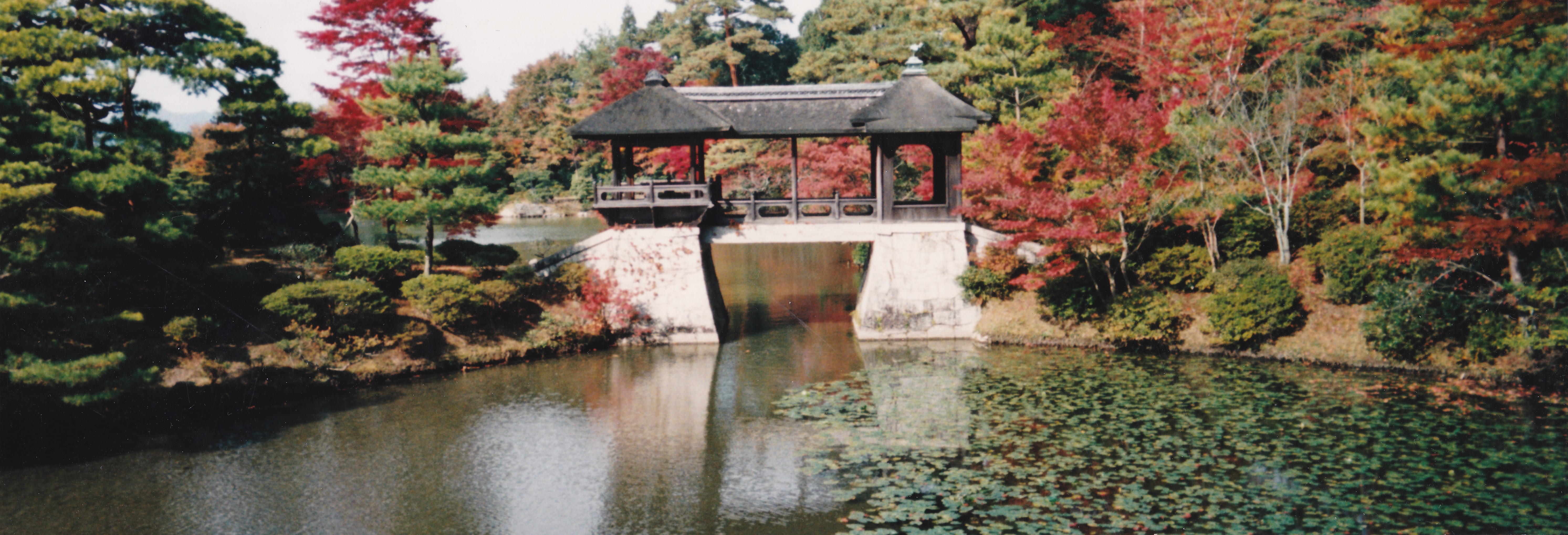
Jardin supérieur, pont Chitose.

La villa impériale Shugaku-in (修学院離宮, Shugaku-in Rikyū), ou palais détaché Shugaku-in, est un ensemble de jardins et de dépendances (des pavillons de thé pour la plupart) situé sur les collines de la banlieue est de Kyoto au Japon (séparé du palais impérial de Kyoto). Il s'agit de l'un des trésors culturels de grande envergure les plus importants du Japon ; ses jardins sont l'un des grands chefs-d'œuvre du jardinage japonais.
Bien que dénommé « palais détaché », souvent traduit par « villa impériale », il n'y avait jamais eu là de bâtiments à grande échelle comme il y en a à la villa impériale de Katsura. Le domaine de 53 ha comprend en fait trois jardins séparés, le jardin inférieur, le jardin du milieu (un apport plus tardif), et le jardin du haut, ce dernier étant le plus important.
L'Agence impériale l'administre et accepte des visiteurs sur rendez-vous.

## Histoire
Le Shugaku-in est construit à l'origine par l'empereur retiré Go-Mizunoo à partir de 1655 et achevé en 1659. Le site était précédemment occupé par le « couvent » Enshō-ji, fondé par sa fille aînée, la princesse Ume-no-miya ; il a été déplacé à Nara pour faire place à la création de Go-Mizunoo.
Le jardin supérieur contenait un grand étang artificiel, créé par la construction d'un barrage en terre à travers un ravin ; l'étang contient un certain nombre de petites îles. Contrairement au jardin japonais typique, c'est un très grand jardin de promenade, faisant largement appel à la technique du paysage emprunté (en). Le jardin inférieur était à l'origine beaucoup plus informel que ce qu'il est à présent ; il s'agissait alors davantage d'une simple station d'arrivée des visiteurs.
Après la mort de Go-Mizunoo, sa fille, la princesse Mitsuko, se fait nonne et établit sur place un autre temple, le Ryinku-ji dans ce qui devient plus tard le jardin du milieu. Les jardins et les bâtiments tombent alors en ruine, certains des bâtiments étant soit détruits ou déplacés. Durant le régime de Tokugawa Ienari, 11e shogun Tokugawa, le Shūgaku-in est entièrement rénové.
En 1883, le Shugaku-in passe sous le contrôle du département de la Maison impériale et le grand bâtiment qui est actuellement dans le jardin du milieu y est installé. D'autres changements, tels que la construction de clôtures autour des jardins inférieur et du milieu et l'enceinte des chemins entre eux, suivent bientôt, donnant au Shūgaku-in le caractère qu'il présente de nos jours.

## Caractéristiques des jardins
Le jardin inférieur se compose d'un espace paysager extérieur avec des sentiers pédestres et un jardin intérieur avec maison, séparés par une série de deux clôtures en bambou chacune avec une porte simple, en bois. La villa (Jugetsu-kan) est de forme irrégulière, avec trois pièces principales d'une superficie de quinze, douze et cinq tatamis. La plus grande contient une section surélevée pour l'empereur ainsi qu'un dessin des Trois Sages riants de Kokei, qui serait de Ganku (1756-1839). Le jardin dispose d'un petit ruisseau et d'un étang, séparés par une digue de promenade et se trouve éloigné de la villa par une zone de sable blanc grossier avec des pierres blanches pour la traverser.
Le jardin du milieu contient une zone de jardin intérieur avec deux bâtiments principaux, à nouveau situés dans une clôture extérieure puis une autre intérieure. Il dispose d'un bel étang, antérieur au jardin, avec cascade et ponts de pierre. Le Rakushi-ken contient deux pièces principales d'une superficie de six et huit tatamis et possède deux peintures de Kanō Tanshin. Le Kyaku-den, la salle de réception, contient deux pièces principales (12,5 et 10 tatamis) et une salle d'autel (6,5 tatamis) ajoutées après que le bâtiment a été déplacé sur le site en 1678 en provenance du palais de Tofuku-Monin. Il contient un célèbre plateau en bois de zelkova connu sous le nom « plateau de brume », des peintures de Kano Hidenobu et de belles peintures sur panneaux de bois.
Le spectaculaire jardin supérieur est atteint par une simple porte et une courte montée à travers des arbustes taillés, à l'issue de laquelle se révèle l'ensemble de la perspective du jardin. Un simple pavillon de plusieurs chambres et un porche en bois constitue un excellent point de vue, avec une vue superbe sur l'étang, ses îles et les collines environnantes de Kyoto. La proche chute d'eau d'environ 10 m de hauteur, est construite de pierres grossièrement taillées et située dans un très pittoresque environnement. L'étang est orné de deux grandes structures : le Chitose-bashi, un pont relativement décoré de deux grands piliers de pierre reliés par une passerelle centrale, chacun coiffé d'un pavillon en bois, dont l'un arbore un phénix chinois de cuivre doré, et le Kyusui-tei, un simple bâtiment original d'une seule chambre (18 tatamis). L'étang dispose également de deux ponts plus petits, d'une aire de débarquement en pierre et d'une seconde, plus petite cascade[Quoi ?]. La rive ouest de l'étang est longue et remarquablement unie avec pelouse, arbres, passerelle et haie taillée courant au sommet du grand barrage en terre qui a créé l'étang.
Les trois jardins sont reliés par deux allées droites, chacune peut-être de 100 m de longueur et bordées de plantations régulières de pins qui traversent les rizières environnantes et offrent d'excellentes vues à la fois sur les plantations et les collines avoisinantes.

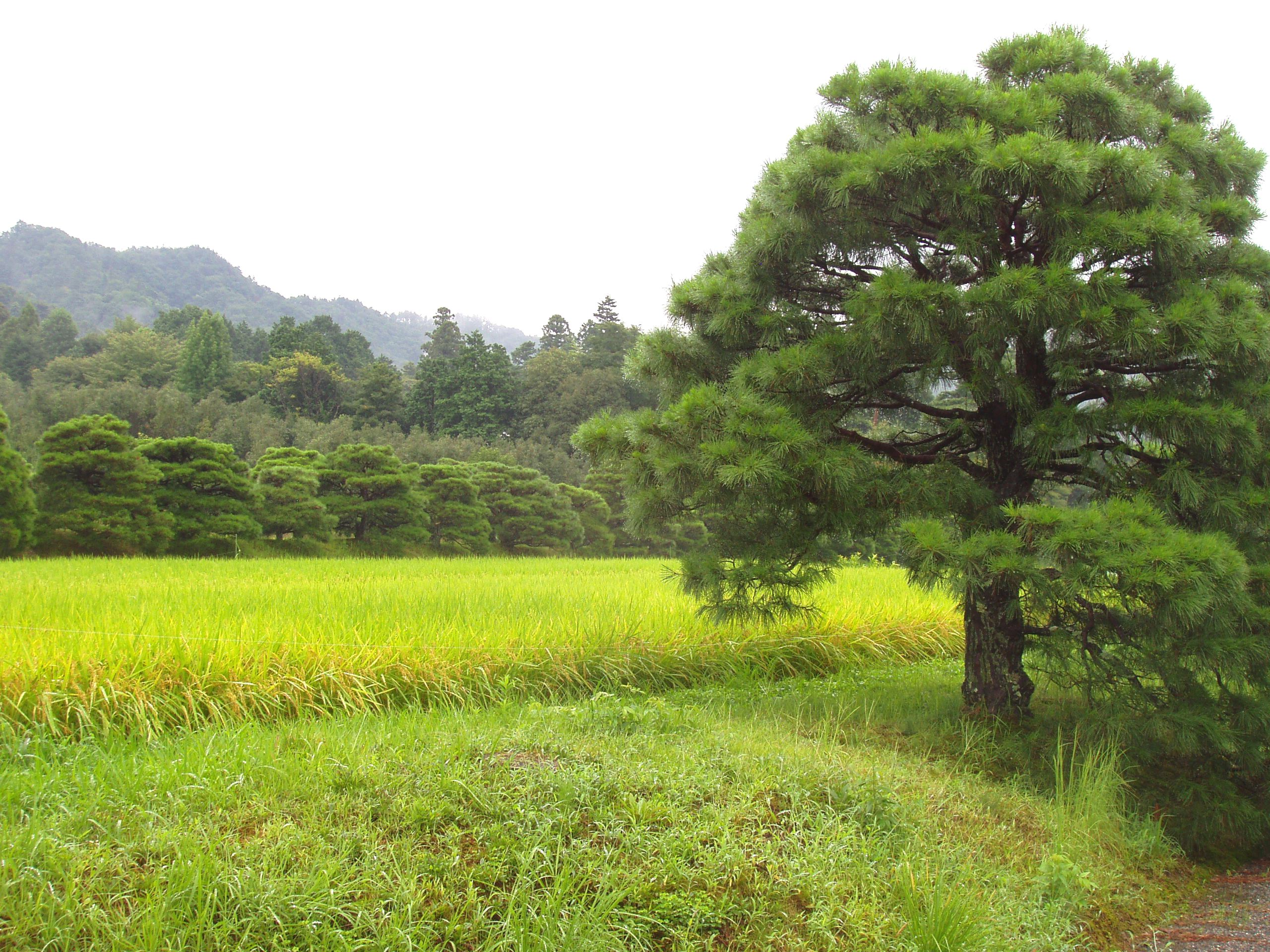
Vue de l'allée de pins.
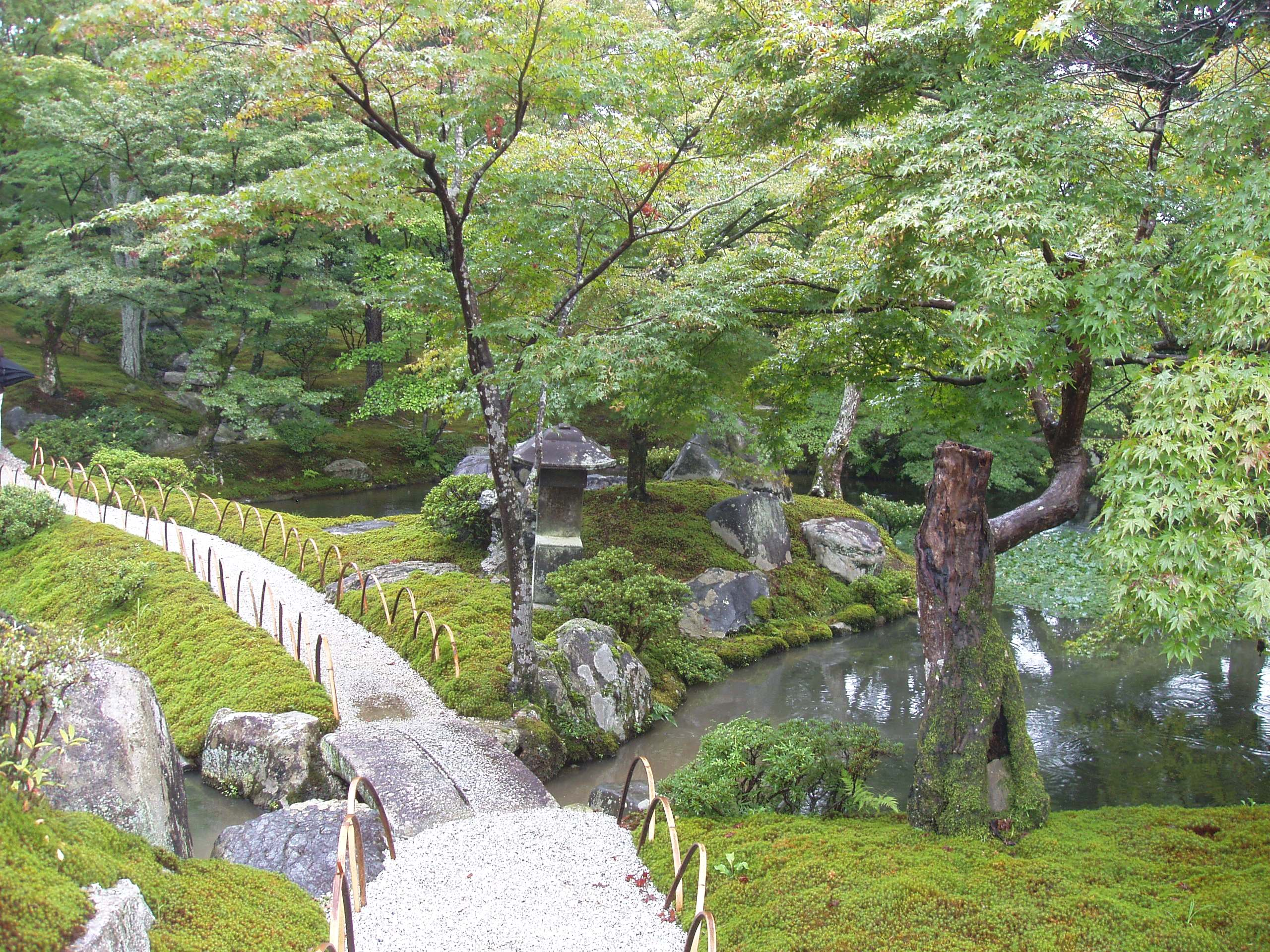
Jardin inférieur (袖形燈籠, sodegata tōrō).
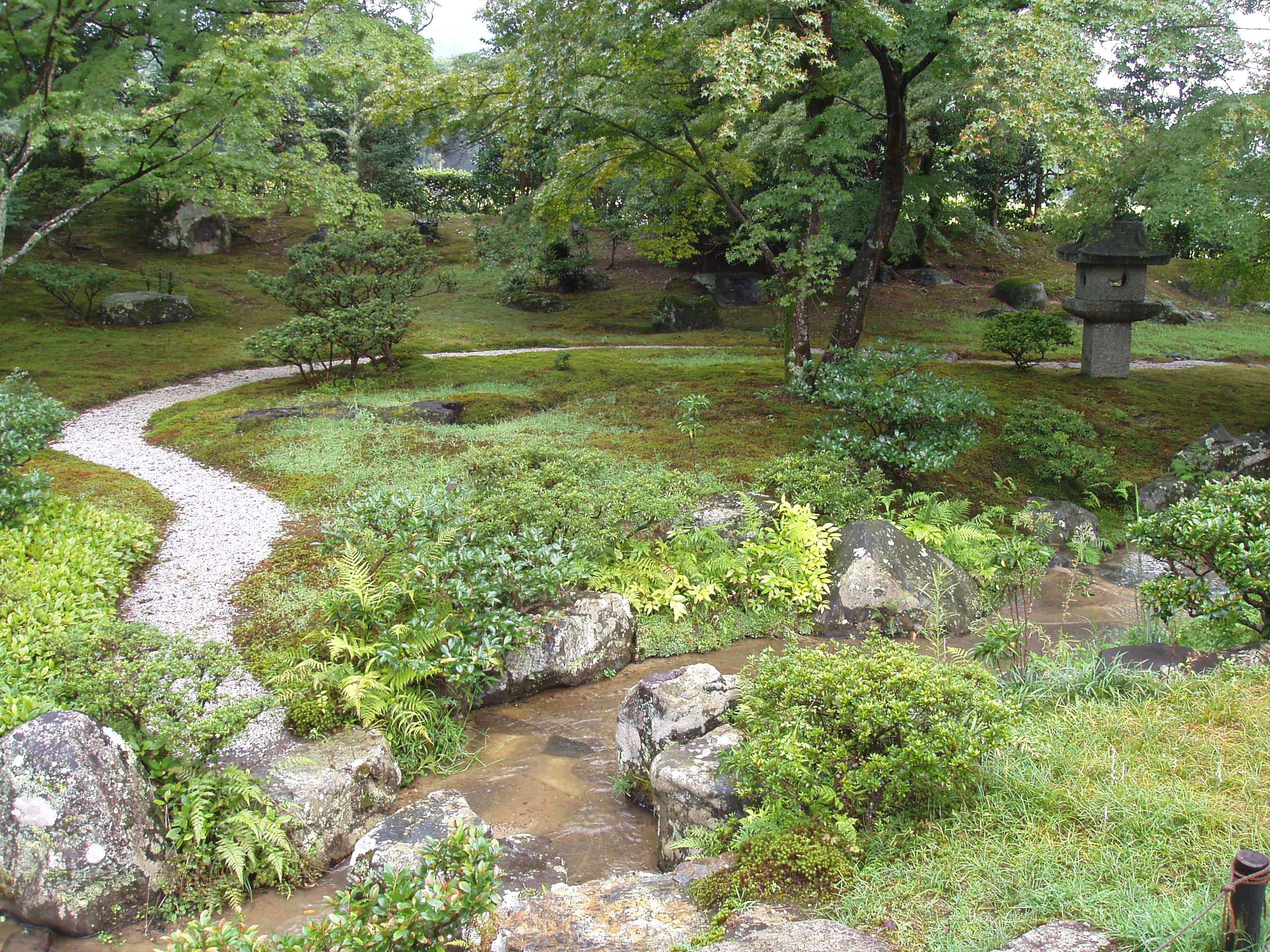
Jardin inférieur, vue de la droite de la lanterne de pierre (櫓形燈籠, yagura tōrō).
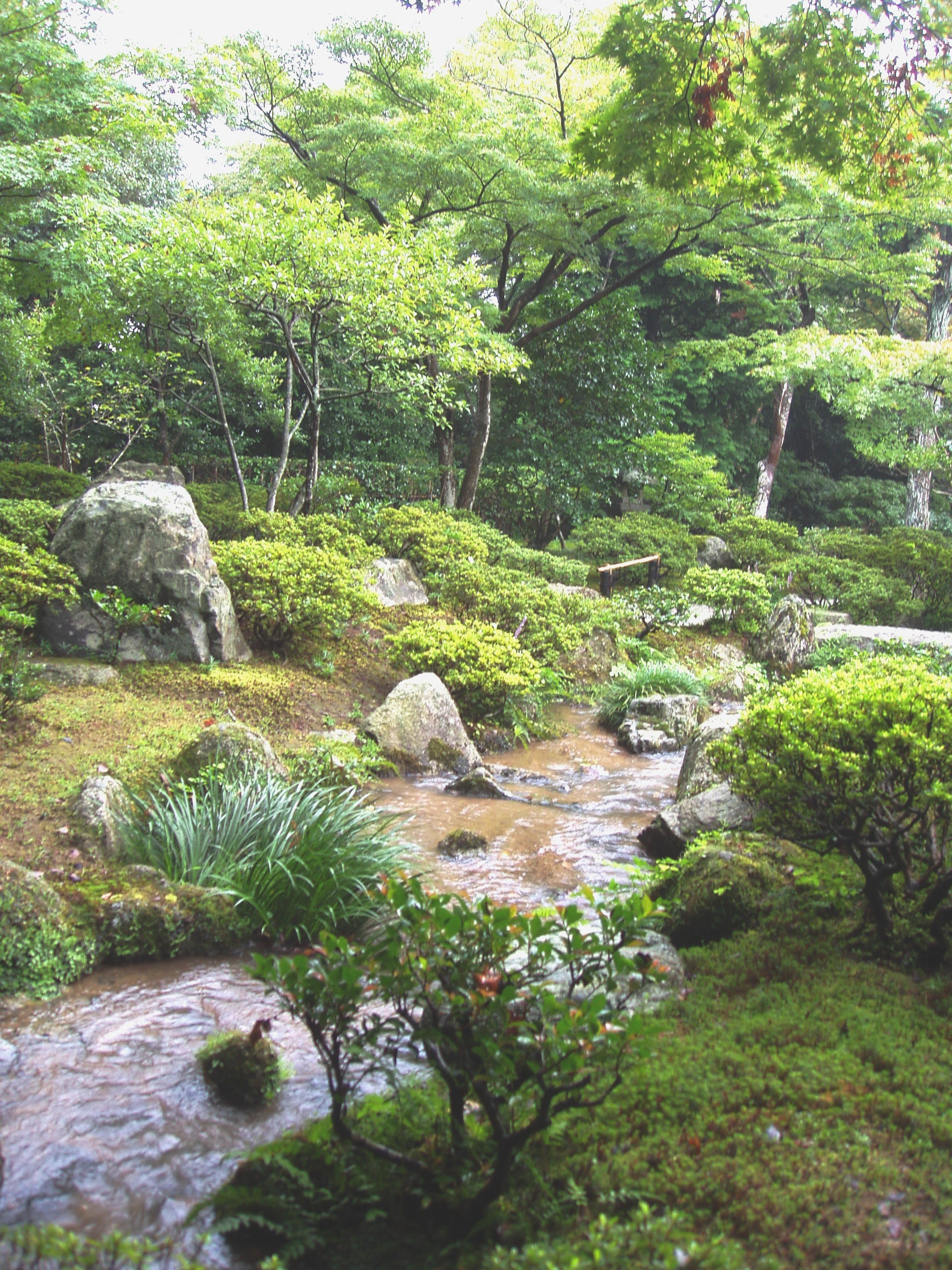
Jardin du milieu.
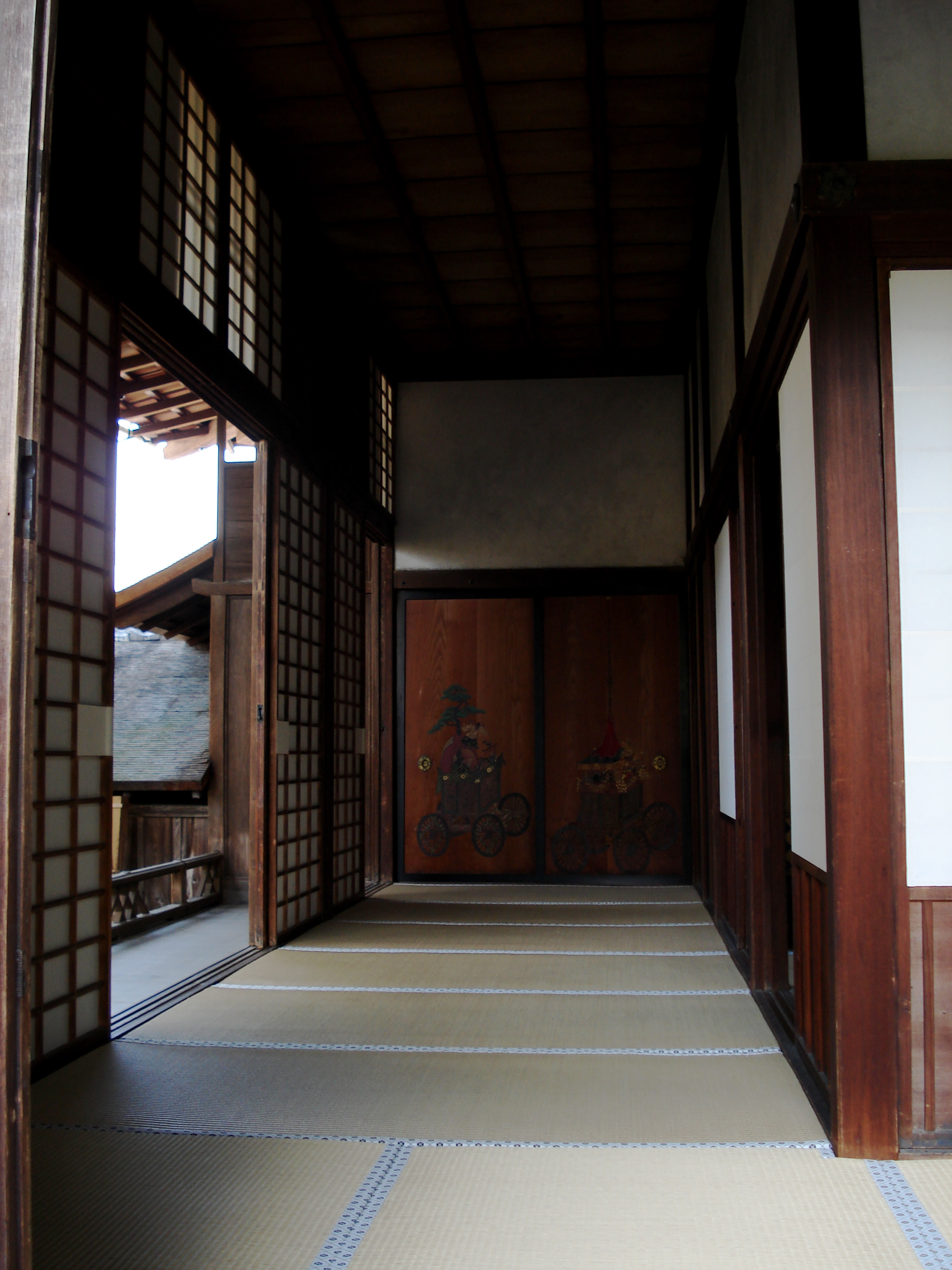
Jardin du milieu, dans le Kyakuden.
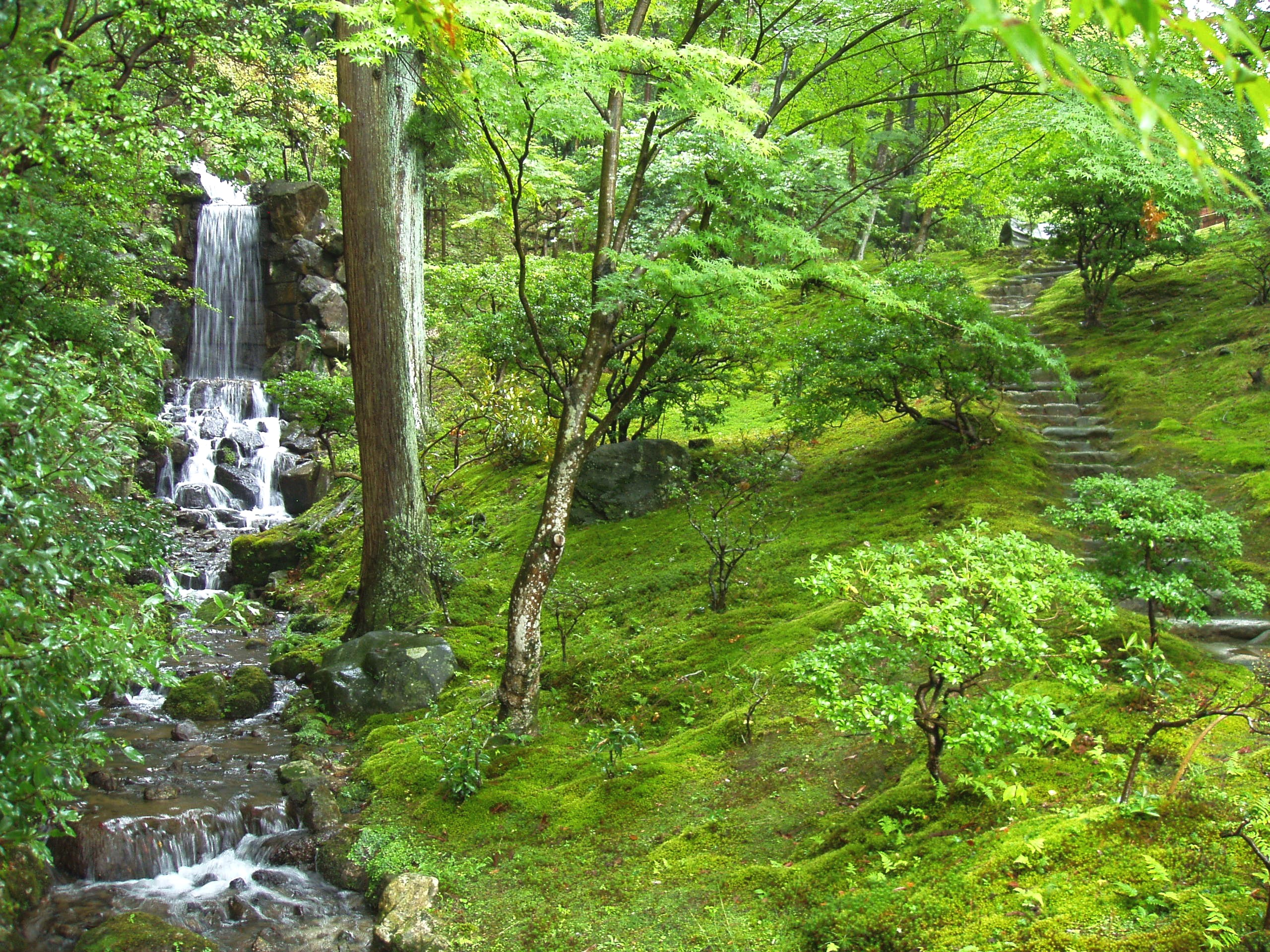
Jardin supérieur, cascade Odaki.